# Miss Yacht Model International
Miss Yacht Model International je mezinárodní soutěž krásy kombinovaná s jachtingovým životním stylem, konaná od roku 2011 v Čině.

## Vedlejší tituly
- Best National Costumes
- Best Smile
- Miss Body Beautiful
- Miss Personality
- Miss Talent
- Miss Charm
- Miss Vitality
- Miss Photogenic

### Vítězky soutěže
| rok  | ročník | Vítězka           | Země           | I. vicemiss                        | Země           | II. vicemiss   | Země           | III. vicemiss | Země           | IV. vicemiss       | Země           | Datum konání       | Místo konání | Česká reprezentantka | Celkem reprezentantek |
| ---- | ------ | ----------------- | -------------- | ---------------------------------- | -------------- | -------------- | -------------- | ------------- | -------------- | ------------------ | -------------- | ------------------ | ------------ | -------------------- | --------------------- |
| 2011 | 1.     | Inna Hrabouskaya  | Bělorusko      | Kellin Cristiane Sanaiotto Schmidt | Brazílie       | Zhang Tian Yu  | Čína           | –             | –              | –                  | –              | 3. prosince 2011   | Haikou       | Hana Monská          | 63                    |
| 2012 | 2.     | Elena Angjelovska | Makedonie      | Aleksandra Tasic                   | Srbsko         | Anna Kirillina | Bělorusko      | Sally Zhang   | Čína           | Karolína Ludvíková | Česko          | 16. listopadu 2012 | San-ja       | Karolína Ludvíková   | 60                    |
| 2013 | 3.     |                   | neznámá vlajka |                                    | neznámá vlajka |                | neznámá vlajka |               | neznámá vlajka |                    | neznámá vlajka | 2013               | San-ja       | Nerissa Buštová      |                       |

### Počet vítězství jednotlivých zemí
| Země      | Počet titulů | Roky vítězství |
| --------- | ------------ | -------------- |
| Bělorusko | 1            | 2011           |
| Makedonie | 1            | 2012           |

## Úspěchy českých dívek
| Ročník                              | jméno a příjmení   | umístění     |
| ----------------------------------- | ------------------ | ------------ |
| Miss Yacht Model International 2012 | Karolína Ludvíková | IV. vicemiss |